# Raketporslinsblomma
Raketporslinsblomma (Hoya multiflora) är en art i familjen oleanderväxter. Den förekommer naturligt från södra Kina till Myanmar, Thailand, Malaysia, Laos, Indonesien och Filippinerna. Den växer i öppna skogar och på buskmarker.
Arten är en städsegrön buske med upprätta till överhängande stammar som kan bli 2,5 m långa. Den grenar sig sparsamt och stammarna får en gråaktig färg som mogna. Bladskaften är 1-2 cm långa.  Bladskivorna är brett lansettlika, 8-18 cm långa, 4-6 cm breda, tunna, mörkgröna med tydliga nerver och de är mer eller mindre silverfläckiga. de kan vara släta, eller mer eller mindre buckliga. Bladbasen är pillik och avsmalnande successivt mot spetsen. Blommorna sitter upp till 40 tillsammans i en falsk flock. De producerar mycket nektar och håller cirka 12 dagar. Kronan är cirka 2 cm lång, vit med först gröna, sedan gulvita spetsar och tillbakadragna flikar. Bikronan sitter på ett tydligt skaft och är vit. Blommorna har en svag citrus- eller rosdoft. Frukten är en kapsel, 12-18 cm lång.

## Sorter
- 'Albomarginata' - bladen har oregelbundna, vita kanter och något mindre blommor.

'Spotted Leaf' - har bladbas och spetsar mer rundade. Bladskivan har rikliga silerstänk. Blomman är mer blek än hos andra sorter.

## Synonymer
- Centrostemma multiflorum (Blume) Decne.
- Centrostemma platypetalum Merrill.

### Webbkällor
- Svensk Kulturväxtdatabas
- www.myhoyas.com - Hoya multiflora
- Flora of China - Hoya multiflora